# Liste der Pfarren im Dekanat Korneuburg
Das Dekanat Korneuburg ist ein Dekanat im Vikariat Unter dem Manhartsberg der römisch-katholischen Erzdiözese Wien.

## Pfarren mit Kirchengebäuden und Kapellen
| Pfarre                                 | Pfarrverband                | Ink.                    | Seit                      | Patrozinium                      | Kirchengebäude und Kapellen |                              |
| -------------------------------------- | --------------------------- | ----------------------- | ------------------------- | -------------------------------- | --- | ---------------------------- |
| Bisamberg                              |                             |                         | vor 1300                  | Hl. Johannes der Täufer          | Pfarrkirche Bisamberg | Pfarrkirche Bisamberg        |
| Enzersfeld                             | Enzersfeld-Klein-Engersdorf | Schottenstift (OSB)     | 1783                      | Mariä Geburt                     | Pfarrkirche Enzersfeld im Weinviertel Filialkirche Königsbrunn bei Enzersfeld | Pfarrkirche Enzersfeld       |
| Großrußbach                            | Korneuburg Nord             |                         | 11. Jh.                   | Hl. Valentin                     | Pfarrkirche Großrußbach Kapelle im Bildungshaus Schloss Großrußbach, Muttergotteskapelle in Hipples, Kapelle Johannes der Täufer in Hornsburg, Antoniuskapelle in Kleinebersdorf, Appoloniakapelle in Wetzleinsdorf | Pfarrkirche Großrußbach      |
| Harmannsdorf                           | Korneuburg Nord             |                         | 1789                      | Hl. Hippolyt und Kreuzauffindung | Pfarrkirche Harmannsdorf Filialkirche Kleinrötz, Kapelle in Seebarn | Pfarrkirche Rückersdorf      |
| Karnabrunn                             | Korneuburg Nord             |                         | urk. 1686                 | Allerheiligste Dreifaltigkeit    | Pfarrkirche Karnabrunn Peter-und-Paul-Kirche in Weinsteig, Kirche Maria Namen in Lachsfeld, Schlosskapelle im Schloss Karnabrunn                                                                                    | Pfarrkirche Karnabrunn       |
| Klein-Engersdorf                       | Enzersfeld-Klein-Engersdorf | Schottenstift (OSB)     | um 1100                   | Hl. Veit                         | Pfarrkirche Klein-Engersdorf Filialkirche Klein-Engersdorf-Neues Wirtshaus, Kapelle in Flandorf, Kapelle in Hagenbrunn, Klein-Engersdorf Hlst. Herz Jesu-Kapelle                                                    | Pfarrkirche Klein-Engersdorf |
| Kleinwilfersdorf                       | Kreuzenstein                |                         | 1785                      | Hl. Brictius                     | Pfarrkirche Kleinwilfersdorf Filialkirche Oberrohrbach, Filialkirche Unterrohrbach | Pfarrkirche Kleinwilfersdorf |
| Korneuburg                             |                             | Klosterneuburg (CanReg) | vermutlich um 1150        | Hl. Ägyd                         | Pfarrkirche Korneuburg Kapelle im Landesklinikum Weinviertel Korneuburg, Kapelle im Landespensionisten- und -pflegeheim Korneuburg                                                                                  | Pfarrkirche Korneuburg       |
| Langenzersdorf-Dirnelwiese (Expositur) |                             |                         | 1989                      | Hl. Josef der Arbeiter           | Expositurkirche Langenzersdorf-Dirnelwiese | Pfarrkirche Langenzersdorf   |
| Langenzersdorf-St. Katharina           |                             | Klosterneuburg (CanReg) | 1326                      | Hl. Katharina                    | Pfarrkirche St. Katharina Au-Kapelle Langenzersdorf | Pfarrkirche St. Katharina    |
| Leobendorf                             | Kreuzenstein                |                         | um 1050                   | Hl. Markus                       | Pfarrkirche Leobendorf Filialkirche Tresdorf, Burgkapelle Kreuzenstein | Pfarrkirche Leobendorf       |
| Obergänserndorf                        | Korneuburg Nord             |                         | 1783                      | Hl. Barbara                      | Pfarrkirche Obergänserndorf | Pfarrkirche Obergänserndorf  |
| Spillern                               | Kreuzenstein                |                         | 1966                      | Hl. Geist                        | Pfarrkirche Spillern | Pfarrkirche Spillern         |
| Stetten                                | Korneuburg Nord             |                         | 1451                      | Hl. Ulrich                       | Pfarrkirche Stetten | Pfarrkirche Stetten          |
| Würnitz                                | Korneuburg Nord             |                         | vermutlich 1207, neu 1784 | Hl. Veit                         | Pfarrkirche Würnitz Filialkirche Mollmannsdorf, Kapelle in Hetzmannsdorf | Pfarrkirche Würnitz          |

## Dekanat Korneuburg
Das Dekanat umfasst 14 Pfarren und eine Expositur im Weinviertel im nördlichen Niederösterreich mit ca. 23.690 Katholiken.
Diözesaner Entwicklungsprozess
Am 29. November 2015 wurden für alle Pfarren der Erzdiözese Wien Entwicklungsräume definiert. Die Pfarren sollen in den Entwicklungsräumen stärker zusammenarbeiten, Pfarrverbände oder Seelsorgeräume bilden. Am Ende des Prozesses sollen aus den Entwicklungsräumen neue Pfarren entstehen. Im Dekanat Korneuburg wurden folgende Entwicklungsräume festgelegt:
- Korneuburg
- Großrußbach, Harmannsdorf, Karnabrunn, Obergänserndorf, Stetten und Würnitz
- Bisamberg, Langenzersdorf-St. Katharina und Langenzersdorf-Dirnelwiese
- Enzersfeld und Klein-Engersdorf
- Kleinwilfersdorf, Leobendorf und Spillern

## Dechanten
- 2001–2006 P. Andreas Steinhauer (1941–2013), Pfarrer von Enzersfeld, Klein-Engersdorf[2]